# 南京陶行知纪念馆

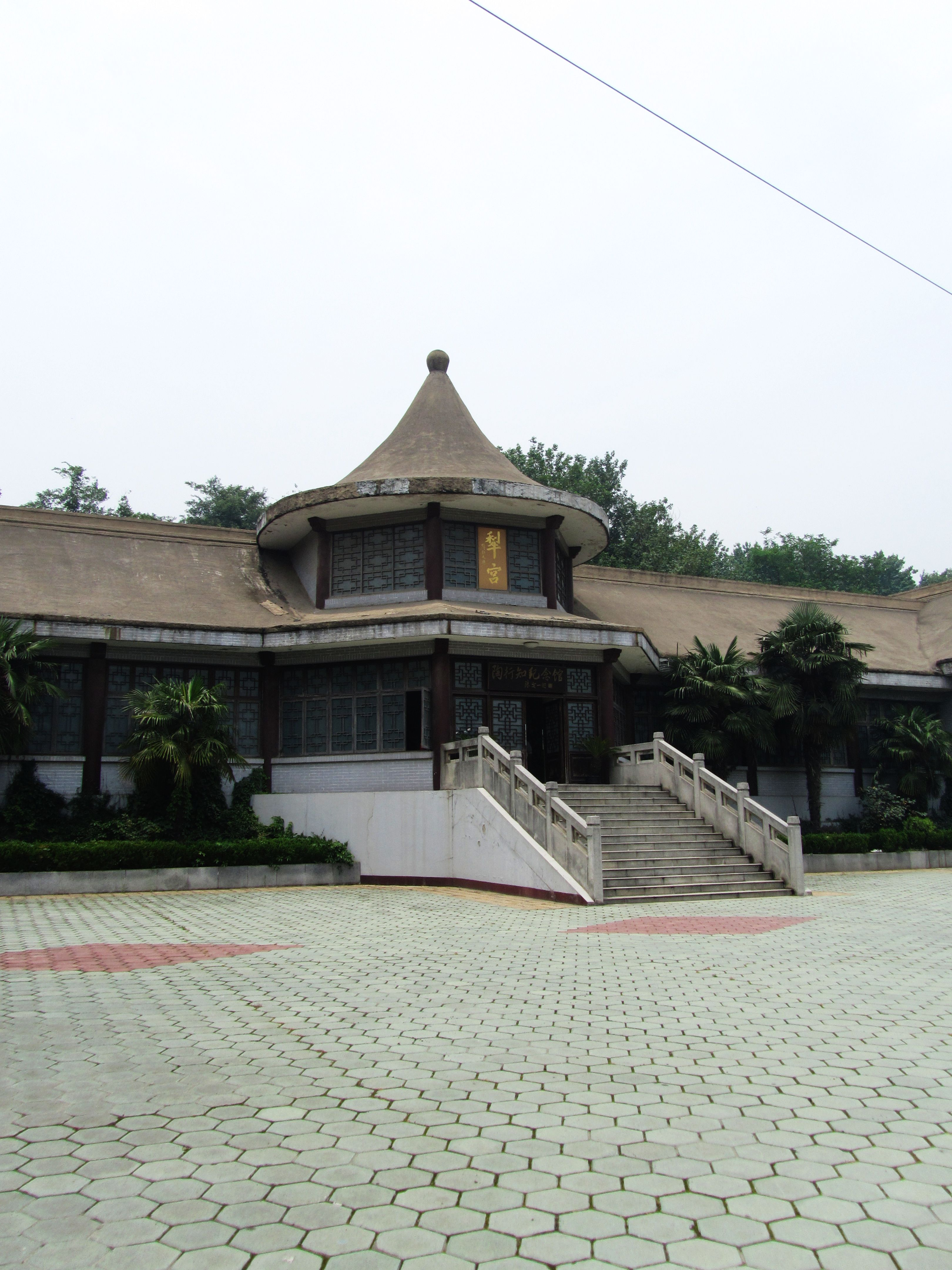
南京陶行知纪念馆

南京陶行知纪念馆（英語：Memorial Hall of Tao Xingzhi in Xiaozhuang）是一个位于江苏省南京市的纪念馆。

## 历史
1951年10月在南京晓庄学院恢复建校时建成开馆，位于江苏省南京市栖霞区和燕路晓庄村131号行知园内，毗邻陶行知墓、晓庄革命烈士纪念碑以及行知亭和英烈亭。文化大革命期间被封存，1980年3月15日重新开放，1985年场馆进行扩建。占地面积150平方米，建筑面积500平方米，展出照片429幅，实物319件。馆名由陆定一题写。

## 交通
- 南京地铁1号线、7号线晓庄站

## 营业时间
- 周一至周四，周日：上午十一点至下午七点
- 周五，周六：上午十点至下午八点